# A Chorus Line (musical)
A Chorus Line is een Broadway-musical, en een van de langst lopende Broadwayproducties ter wereld. Het verhaal is geschreven door James Kirkwood, Jr. en Nicholas Dante, teksten van de liedjes zijn geschreven door Edward Kleban, en de muziek is gecomponeerd door Marvin Hamlisch.
De originele opvoering uit 1975 was een groot succes. De show ontving 12 Tony Award-nominaties, waarvan hij er negen won. De show werd 6.137 keer opgevoerd alvorens te worden stopgezet. In 2006 werd de show nieuw leven ingeblazen.

## Samenvatting
De show speelt zich af op een kaal toneel in een Broadwaytheater, waar een groep dansers auditie komt doen voor een rol in een zogenaamde “Chorus Line”. Het publiek krijgt een kijkje in hun motivaties en leven.
De auditie wordt georganiseerd door regisseur Zach en zijn assistent, de choreograaf Larry. Elk van de dansers die ze over de vloer krijgen is wanhopig op zoek naar werk. Na de eerste selectie zijn er nog 17 kandidaten over. Zach vertelt hun dat hij op zoek is naar een sterk dansteam van vier heren en vier dames. Hij wil meer over hen te weten komen, en vraagt de dansers om zich voor te stellen. Met enige tegenzin onthullen ze hun verleden. De verhalen volgen een chronologische volgorde die begint bij herinneringen uit hun jeugd, en vervolgens doorlopen tot het einde van hun carrière.
De eerste kandidaat, Mike, verklaart dat hij de jongste is van 12 kinderen. Hij haalt herinneringen op aan zijn eerste ervaringen met dansen, toen hij zijn zus op de dansschool zag. Toen ze op een dag geen zin had om te gaan, nam Mike haar plaats in. Hij vond het zo leuk dat hij besloot te blijven. De volgende kandidaat, Bobby, probeert zijn ongelukkige jeugd te verbergen met een paar woordgrappen. Terwijl hij zijn verhaal vertelt, discussiëren de andere dansers over deze bizarre vorm van auditie doen, en wat ze wel en niet over zichzelf zullen vertellen. Maar daar ze allemaal de baan willen, besluiten ze toch door te gaan.
Zach raakt in conflict met de volgende kandidate, Sheila, die volgens hem de auditie niet serieus neemt. Ze vertelt dat haar moeder op jonge leeftijd was getrouwd, maar dat haar vader niets gaf om haar en haar moeder. Op haar zesde ontdekte ze dat ze via ballet even kon ontsnappen uit het hectische leven dat ze thuis had. Bebe vertelt in haar verhaal dat ze op ballet ging omdat ze lichamelijk lelijk was, en daar tenminste “mooi” kon zijn. Maggie vertelt dat ze op ballet ging omdat daar altijd iemand voor haar klaarstond, in tegenstelling tot haar vader die ze nooit heeft gekend.
De verstrooide Kristine, die toondoof is, klaagt over het feit dat ze nooit kon zingen. Hierna delen alle dansers herinneringen over hun periode als adolescenten. Gregory spreekt over zijn ontdekking dat hij homoseksueel is, en Diana haalt herinneringen op aan de verschrikkelijke toneelclub op haar school. Don herinnert zich zijn eerste baan bij een nachtclub, Richie hoe hij bijna een kleuterschoolleraar werd, Judy wat voor problematische jeugd ze heeft gehad, en Connie hoeveel moeite ze heeft met haar kleine omvang.
De dansers gaan naar beneden om een lied in te studeren voor het volgende deel van de auditie, maar Cassie wil nog even met Zach praten. Ze is zelf een ervaren danser die vooral in solo-acts optreedt. Het blijkt dat zij en Zach elkaar al geruime tijd kennen; Zach had haar al eerder ingehuurd voor een andere toneelproductie en ze hebben enige jaren samen gewoond. Zach vertelt Cassie dat ze te goed is voor de chorus line, en nooit met deze auditie mee had moeten doen. Ze houdt echter voet bij stuk daar ze al geruime tijd geen werk meer heeft kunnen vinden. Hierna verlaat ook zij het toneel. Zach roept hierna Paul bij zich, en hij onthult geëmotioneerd meer over zijn eerdere carrière en hoe hij heeft moeten leren leven met zijn homoseksualiteit.
Terwijl de auditie voortduurt, speelt de complexe relatie tussen Cassie en Zach steeds verder op. Zach is van mening dat Cassie expres minder goed danst dan ze eigenlijk kan om de rol te krijgen. De twee halen herinneringen op aan het mislukken van hun relatie. Cassie wil best weer werk aannemen dat eigenlijk onder haar niveau is, als Zach haar weer terugneemt.
Paul bezeert zijn enkel bij een tapdans-act en moet naar het ziekenhuis. Zijn auditie zit erop. Zach vraagt de andere kandidaten wat zij zouden doen als ze niet meer konden dansen. Ze onthullen dat wat er ook gebeurt, ze geen spijt zullen krijgen van hun beslissing om zich op een danscarrière te storten. Uiteindelijk worden de acht winnaars gekozen: Cassie, Bobby, Diana, Judy, Val, Mike, Mark en Richie.
Aan het eind van de show komen alle 19 acteurs nog eenmaal het toneel op, maar ze dragen allemaal een identiek goudkleurig kostuum zodat het publiek hen niet langer uit elkaar kan houden. Elk personage die gedurende de show voor het publiek een individu was, is nu onderdeel van een groot geheel.

## Muzikale nummers
- "I Hope I Get It" – Zach, Paul en Company
- "I Can Do That" – Mike
- "And..." – Bobby, Richie, Val en Judy
- "At the Ballet" – Sheila, Bebe en Maggie
- "Sing!" – Kristine, Al en Company
- "Montage Part 1: Hello Twelve, Hello Thirteen, Hello Love" – Mark, Connie en Company
- "Montage Part 2: Nothing" – Diana
- "Montage Part 3: Mother"Don, Judy, Maggie en Company
- "Montage Part 4: Gimme The – Ball" Greg, Richie en Company
- "Dance: Ten; Looks: Three" – Val
- "The Music and the Mirror" – Cassie
- "One" – Company
- "The Tap Combination" – Company
- "What I Did for Love" – Diana en Company
- "One" (Reprise) – Company

## Productiegeschiedenis

### Origineel
De musical werd gevormd uit enkele opgenomen workshops van Broadway-dansers, waarvan er acht in de originele cast meespeelden. Deze workshops werden georganiseerd door Michon Peacock en Tony Stevens. De eerste opnames vonden plaats in het Nickolaus Exercise Center op 26 januari 1974.
Michael Bennett werd bij de productie gehaald als observator, maar ging zich al snel met de productie bemoeien. Later beweerde hij dat de musical grotendeels zijn idee was.
De musical ging off-Broadway in première in The Public Theater op 21 mei, 1975. Op dat moment had The Public niet genoeg geld om de show te bekostigen. De kosten liepen op tot $1.6 miljoen. De show werd geregisseerd door Michael Bennett. De originele cast bestond uit Scott Allen, Kelly Bishop, Robert Lupone, Wayne Cilento, Ronald Dennis, Baayork Lee, Priscilla Lopez, Donna McKechnie, Thommie Walsh, Nancy Lane, Kay Cole, Ron Kuhlman, Rick Mason, Don Percassi, Renee Baughman, Pamela Blair, Sammy Williams, Clive Clerk, en Trish Garland.
Toen de voorstelling een succes bleek werd hij overgeplaatst naar Broadway. Op 25 juli 1975 opende de musical in het Shubert Theatre, waar in totaal 6.137 optredens werden gegeven. Toen de musical stopte, was het een van de langstlopende producties van Broadway.
Op 29 september 1983 kwamen Bennett en 330 A Chorus Line-veteranen bijeen voor een show waarmee het lange bestaan van de musical werd gevierd.

### Heropleving in 2006
De musical werd nieuw leven ingeblazen in 2006. Op 5 oktober dat jaar ging de musical opnieuw in première in het Gerald Schoenfeld Theater. Deze versie werd 759 keer opgevoerd, en stopte officieel op 17 augustus 2008. De productie kostte acht miljoen dollar, maar won dat bedrag terug in 19 weken.
De productie werd geregisseerd door Bob Avian. De cast op de openingsavond bestond uit Ken Alan, Brad Anderson, Michael Berresse, Natalie Cortez, Charlotte d'Amboise, Mara Davi, Jessica Lee Goldyn, Deidre Goodwin, Tyler Hanes, James T. Lane, Paul McGill, Heather Parcells, Michael Paternostro, Alisan Porter, Jeffrey Schecter, Yuka Takara, Jason Tam, Chryssie Whitehead, en Tony Yazbeck.
Op 15 april 2008 voegde Mario Lopez zich bij de cast als vervanger van Zach
De productie ontving twee Tony Award-nominaties in 2007 voor Featured Role (Charlotte d'Amboise) en Revival (Musical).

### Nederlandse producties
De musical was in theaterseizoen 2001/2002 te zien in Nederland. Deze tourversie werd geproduceerd door Joop van den Ende. In het seizoen 2016/2017 is de show wederom in productie genomen nu door Hans Cornelissen.

#### Rolverdeling
| Rol                  | Cast 2001-2002 (Joop van den Ende Theaterproducties/Stage Entertainment i.s.m. Melody Musical Productions) | Cast 2016-2017 (DommelGraaf & Cornelissen Entertainment) |
| -------------------- | --- | -------------------------------------------------------- |
| Zach                 | Wilbert Gieske                                                                                             | Edwin Jonker                                             |
| Sheila               | Anouk van Nes, Carolien Canters                                                                            | Bettina Bakkum-Holwerda, Esther van Boxtel (alternate)   |
| Valerie (Val) Clarke | Jacqueline Aronson                                                                                         | Joke van Robbroeck                                       |
| Diana Morales        | Cystine Carreon                                                                                            | Esmée Dekker                                             |
| Paul San Marco       | Hein Gerrits                                                                                               | Roman Brasser                                            |
| Cassie               | Ellis van Laarhoven, Carolien Canters                                                                      | Fleur Jagt, Esther van Boxtel (alternate)                |
| Mark                 | Paul Boereboom                                                                                             | Kick Spijkerman                                          |
| Judy                 | Carolien Canters                                                                                           | Eline Voorn                                              |
| Bebe                 | Manon Novak                                                                                                | Sarah Cremers                                            |
| Larry                | Fons van Kraaij                                                                                            | Peter van Dosselaer                                      |
| Richie               | Perry Dossett                                                                                              | Leo-Alexander Hewitt, Yannick Plugers                    |
| Kristine             | Eva Roest                                                                                                  | Sabine van Tiel                                          |
| Connie               | Hannah van Meurs                                                                                           | Jody Bhe                                                 |
| Mike Costa           | Birger van Severen                                                                                         | Leon de Graaf                                            |
| Don                  | Roy Kullick                                                                                                | Michael Konings                                          |
| Maggie               | Marieke van Hulst                                                                                          | Oonagh Jacobs                                            |
| Greg                 | Thomasj Vets                                                                                               | Martijn van Voskuijlen                                   |
| Bobby                | Hans van der Heijden                                                                                       | Benjamin Boer                                            |
| Butch                | Peter van Dosselaer                                                                                        | Yannick Plugers                                          |
| Vicki                | Roeselien Wekker                                                                                           | Maria Hengst                                             |
| Tricia               | Cyrille Carreon                                                                                            | Willemijn Maandag                                        |
| Roy                  | Axel de Graaf                                                                                              | Robin Smits                                              |
| Lois                 | Regi Severins                                                                                              | Tessa Tuk                                                |
| Frank                | Peter Stoelhorst                                                                                           | Jeroen Logghe                                            |
| Al                   | Job Vlaar                                                                                                  | Gijs Stallinga                                           |

### Andere producties
Een nieuwe tourversie van de show wordt sinds 4 mei 2008 opgevoerd in de Verenigde Staten. De tour zal tot juni 2009 doorgaan.
Op 8, 9 en 10 april 2016 speelde de jongerencast van het CKE de musical in PandP te Eindhoven.

## Prijzen
A Chorus Line ontving 12 Tony Award-nominaties, en won er negen: Beste Musical, Beste Actrice (McKechnie), Beste mannelijke bijrol (Sammy Williams), Beste vrouwelijke bijrol (Bishop), Beste regisseur, Beste Musical-boek, Best Muziek (Hamlisch and Kleban), Beste lichtontwerp, en Beste choreografie. Ook won de musical in 1976 de Pulitzerprijs voor drama en de New York Drama Critics' Circle Award voor Beste Toneelstuk van het seizoen.

## Andere media
- In 1990 schreven castleden Baayork Lee en Thommie Walsh samen met Robert Viagas het boek On the Line: The Creation of A Chorus Line, waarin de oorsprong van de musical onthuld wordt.
- In 1985 werd de musical verfilmd.